# SEAT Music Awards 2021
La quindicesima edizione dei SEAT Music Awards si è svolta il 9 e il 10 settembre 2021 all'Arena di Verona con la conduzione di Carlo Conti e Vanessa Incontrada. La premiazione è stata trasmessa in diretta sia il 9 che il 10 settembre 2021 dall'Arena di Verona sia dall'emittente TV Rai 1 che dalle radio Rai Radio 2 e Radio Italia.
Il 12 settembre 2021 è andato in onda lo speciale Seat Music Awards – Disco Estate, condotto dal cantautore Nek e dall'attrice comica Michela Giraud, con l'obiettivo di dare voce ai lavoratori del mondo dello spettacolo e degli artisti con cui collaborano.

## Prima serata

### Esibizioni
La lista riporta le esibizioni in ordine di apparizione sul palco.
- Gigi D'Alessio, Clementino, Enzo Dong, Ivan Granatino, Lele Blade e Samurai Jay – Medley di Como suena el corazon / Guagliune / Buongiorno
- Madame  – Medley di Marea / Voce
- Il Volo – Your Love[6]
- Sangiovanni – Malibu
- Ligabue – Piccola stella senza cielo
- Alessandra Amoroso – Medley di Immobile / Sorriso grande / Tutte le volte
- Claudio Baglioni – Mal d’amore
- Marco Mengoni – Medley di L'essenziale / Ti ho voluto bene veramente / Hola (I Say)
- Marco Mengoni con Purple Disco Machine – Ma stasera
- Mahmood e Elisa – Rubini
- Zucchero – Medley di Per colpa di chi? / Spirito nel buio
- Orietta Berti – Mille[7]
- Achille Lauro – Latte+
- Fiorella Mannoia – Il peso del coraggio[8]
- Andrea Bocelli – Nessun dorma[9]
- Jerry Calà – Medley di Che sarà / Bandiera gialla / La canzone del sole
- Purple Disco Machine, Moss Kena e The Knocks – Fireworks
- AKA 7even – Medley di Mi manchi / Loca
- Random – Sono un bravo ragazzo un po' fuori di testa
- Massimo Pericolo – Stupido
- Mecna – Mille cose
- Psicologi – Spensieratezza

### Premi

#### Album
- Buongiorno – Gigi D'Alessio
- Madame – Madame
- Sangiovanni – Sangiovanni
- 7 – Ligabue
- In questa storia che è la mia – Claudio Baglioni
- D.O.C. – Zucchero
- 1990 – Achille Lauro
- AKA 7even – AKA 7even
- Montagne russe – Random
- Solo tutto – Massimo Pericolo
- Mentre nessuno guarda – Mecna
- Millennium Bug – Psicologi

#### Singoli
- Voce – Madame
- Malibu, Lady e Tutta la notte – Sangiovanni
- Karaoke[10] – Alessandra Amoroso
- Venere e Marte[11] – Marco Mengoni
- Dorado – Mahmood
- Mille – Orietta Berti, Fedez e Achille Lauro
- Bam Bam Twist – Achille Lauro
- Mi manchi, Loca – AKA 7even

#### Premi speciali
- Album più venduto del 2020 – Persona di Marracash
- Premio Arena di Verona – Il Volo
- Premio Arena di Verona – Claudio Baglioni
- Premio Arena di Verona – Amadeus
- Premio Arena di Verona – Andrea Bocelli
- Premio Arena di Verona – Jerry Calà
- Premio Speciale Seat Music Award – Maria De Filippi
- Premio Speciale Seat Music Award – Pio e Amedeo
- Premio Sony Music – Purple Disco Machine

### Ospiti
- Giorgio Panariello e Marco Giallini
- Maria De Filippi
- Amadeus
- Antonella Clerici
- Alessandro Cattelan
- Pio e Amedeo
- Fiorella Mannoia
- Paola Cortellesi
- Alessandro Siani

### Esibizioni saltate
Durante la prima serata sono saltate alcune esibizioni come quella di Francesca Michielin (a causa della positività al COVID-19 di un componente della band della cantante, sostituita da Andrea Bocelli), di Samuel e la reunion dei Pooh in onore di Stefano D'Orazio (in rispetto della morte della moglie di Dodi Battaglia).

## Seconda serata

### Esibizioni
La lista riporta le esibizioni in ordine di apparizione sul palco.
- Gué Pequeno – Chico / Lifestyle
- Mara Sattei – Altalene
- Deddy – Il cielo contromano
- Ernia – Ferma a guardare / Superclassico
- Pinguini Tattici Nucleari – Scrivile scemo
- Emma – Medley di Stupida allegria / Latina / Fortuna / Io sono bella
- Emma e Loredana Bertè – Che sogno incredibile
- Diodato – Che vita meravigliosa
- Colapesce e Dimartino – Musica leggerissima
- Loretta Goggi – Maledetta primavera
- Noemi e Carl Brave – Makumba
- Negramaro – Contatto
- Irama – La genesi del tuo colore e Melodia proibita
- Annalisa con Federico Rossi – Movimento lento
- Boomdabash con Baby K – Mohicani
- Marco Masini con Vanessa Incontrada – Momento
- Elettra Lamborghini – Pistolero
- Blanco – Blu celeste
- Blanco e Mace –  La canzone nostra
- Rocco Hunt con Ana Mena – Un bacio all'improvviso / A un passo dalla Luna
- Nek – Un'estate normale
- Takagi & Ketra con Giusy Ferreri – Shimmy Shimmy
- Malika Ayane
- Rkomi e Irama con Shablo – Nuovo Range / Luna piena / Partire da te
- Francesco Gabbani – La rete
- Fred De Palma – Ti raggiungerò
- Tancredi – Las Vegas
- Capo Plaza
- Shade – Autostop
- Emis Killa, Jake La Furia e Massimo Pericolo
- Il Tre – Ali
- Gli Autogol, DJ Matrix, Arisa e Ludwig – Coro azzurro
- Arisa – Psyco

### Premi

#### Album
- Fastlife 4, Mr. Fini – Gué Pequeno
- Bloody Vinyl 3 – Bloody Vinyl
- Coraggio – Carl Brave
- Crepe – Irama
- Nuda – Annalisa
- Don't Worry (Best of 2005-2020) – Boomdabash
- OBE – Mace

#### Singoli
- Chico – Gué Pequeno
- Altalene – Mara Sattei
- Il cielo contromano – Deddy
- Ferma a guardare, Superclassico – Ernia
- Musica leggerissima – Colapesce & Dimartino
- Makumba – Noemi e Carl Brave
- La genesi del tuo colore – Irama
- Karaoke[13] – Boomdabash
- Non mi basta più – Baby K
- Pistolero – Elettra Lamborghini
- Mi fai impazzire, Notti in bianco – Blanco
- La canzone nostra – Blanco e Mace
- Un bacio all'improvviso, A un passo dalla Luna – Rocco Hunt e Ana Mena
- Ciclone[14], Venere e Marte[15] – Takagi & Ketra

#### Premi speciali
- Premio Arena di Verona – Emma
- Premio Arena di Verona – Diodato
- Premio Arena di Verona – Alessandro Siani
- Premio Arena di Verona – Eleonora Abbagnato
- Premio Speciale Seat Music Award – Loredana Bertè
- Premio Speciale Seat Music Award – Loretta Goggi
- Premio FIMI – Negramaro per Mentre tutto scorre
- Premio SEAT – Colapesce e Dimartino

### Ospiti
- Alessandro Siani
- Marco Masini
- Nek e Michela Giraud
- Eleonora Abbagnato
- Malika Ayane
- Francesco Gabbani
- Arisa

## Seat Music Awards – Disco Estate

### Esibizioni[16]
- Paolo Belli
- Michele Bravi
- Red Canzian
- Clementino
- Coma Cose
- Gaia
- Gaudiano
- Enrico Nigiotti
- Matteo Romano
- Federico Rossi
- Sottotono

## Ascolti
| Puntata | Data              | Telespettatori | Share  |
| ------- | ----------------- | -------------- | ------ |
| 1       | 9 settembre 2021  | 3.153.000      | 19,84% |
| 2       | 10 settembre 2021 | 3.062.000      | 19,32% |
| Media   | Media             | 3.107.000      | 19,58% |
| 3       | 12 settembre 2021 | 1.469.000      | 12,60% |